# Bruce Power
Bruce Power Inc. ist ein kanadischer Energieversorger mit Hauptsitz in Tiverton, Ontario, Kanada.
Bruce Power hat Partnerschaften mit Cameco, TransCanada, und dem BPC Generation Infrastructure Trust. Von Bruce Power wird das Kernkraftwerk Bruce in Lizenz betrieben, welches am Lake Huron, ca. 250 Kilometer nordwestlich von Toronto gelegen ist.